# 非爆炸反应装甲
非爆炸反应装甲（ Non-explosive reactive armour，NxRA ），也称为非含能反应装甲（non-energetic reactive armor， NERA ），是现代主战坦克和重型步兵战车使用的一种车辆装甲。 NERA相对于爆炸反应装甲(ERA) 的优势在于其价格低廉、具有抗多次打击能力以及由于其非爆炸性而易于集成到装甲车辆上。 

## 工作机理
NERA 的工作原理依赖于在不同材料中传播的冲击波的速度偏差。
当聚能射流等射弹击中 NERA 的前金属板时，会在内部产生高速冲击波。冲击波通过金属板传播，直到遇到具有弹性特性的受限非金属层，例如橡胶。由于非金属材料的传播速度较低，冲击波则会在此时发生衍射。随后冲击波离开非金属层并遇到 NERA 的金属背板。由于先前的衍射，冲击波在背板上的传播方向与通过第一块板的传播方向不同，两者之间的产生形变，足以剪切弹丸或以其他方式扰乱其穿甲过程。  

## 布局
NERA 通常由倾斜在 50° 和 60° 之间的多层复合三明治夹层结构组成 。为了保证良好的抗多重打击能力，三明治夹层以间隔配置重叠形成阵列。 

## 材料
NERA三明治中的两块金属板由不同硬度和厚度的钢制成。也有对使用贫铀板进行的测试 。而其中的非金属材料最初使用橡胶和塑料，但现代材料包括泡沫、尼龙、聚碳酸酯、玻璃、弹性体和更多的高能材料，如缩水甘油叠氮聚合物 (GAP) 也被使用。

## 历史

### 英国的发展

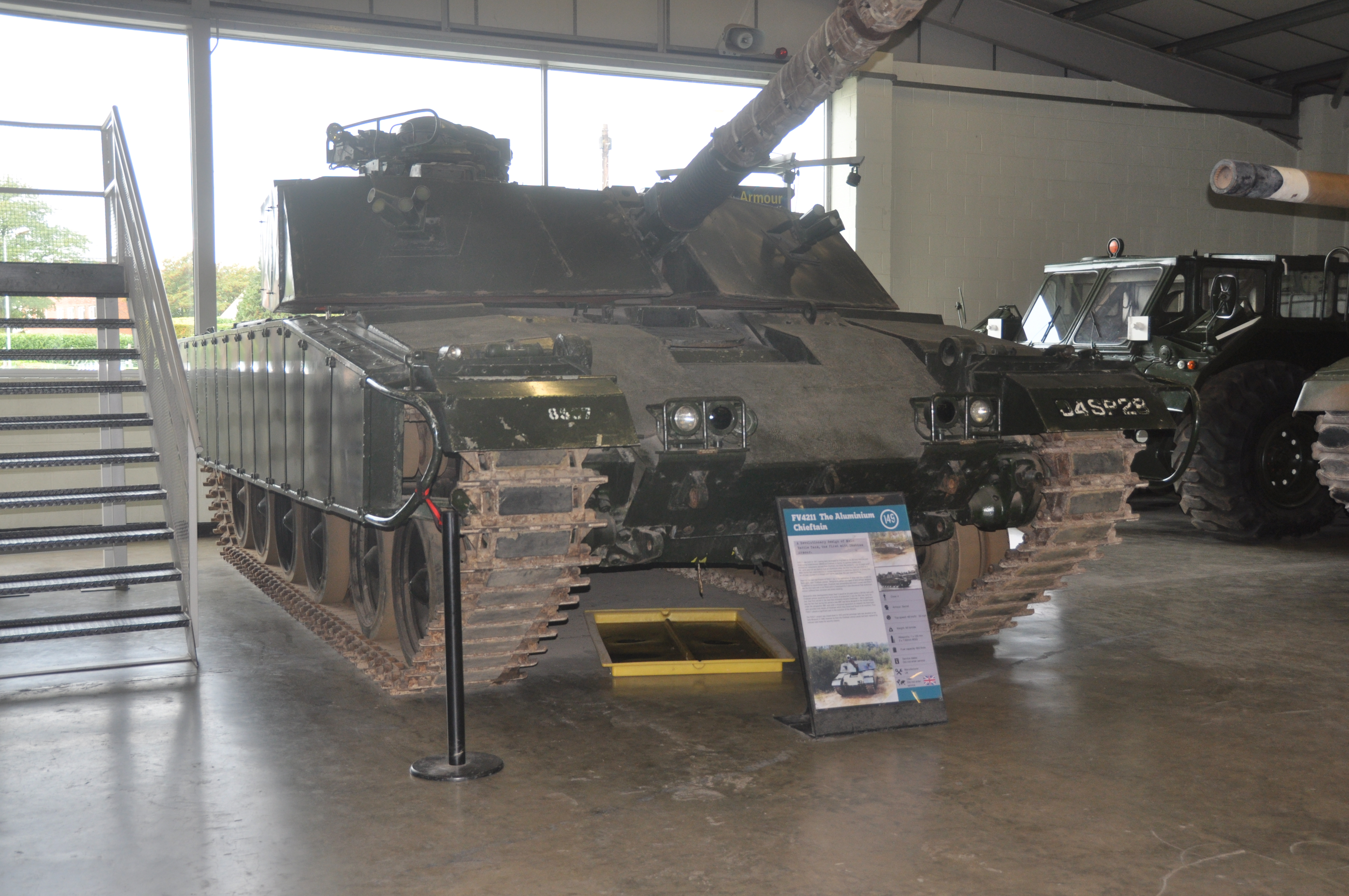
铝制外壳的 FV4211 首次展示了在坦克上使用乔巴姆装甲的可行性。

1963年，英国战车研发机构 (FVRDE)由于清楚地认识到反坦克导弹构成的威胁，而启动了一项由当时的 FVRDE 研究助理主任 GN Harvey 博士（通常认为他为乔巴姆装甲的发明者）与 JP Downey 合作主导的研究项目，JP Downey 负责开展一系列广泛的射击试验。该研究计划于 1964 年开始取得成果，而到次年，新研制的装甲相较于轧压均质装甲而言达到了其至少两倍的抗高爆破甲弹能力，而抗动能穿甲弹能力至少相当。新型的装甲被以FVRDE的所在地命名，称为乔巴姆装甲 。将这种新型装甲应用于坦克的工作于1968年开始。当时进行了一项将乔巴姆装甲（也称为伯灵顿）安装到酋长式主战坦克主战坦克的可行性研究（代号为 Almagest）。使用了两种不同的乔巴姆装甲套件，裙板装甲基本上由装有以百叶窗组装方式排列的塑料/钢三明治的钢箱组成，而前车体装甲则是由每个当中含有三到五层塑料和钢板的三明治装甲盒，钢制衬板和其上的格栅装甲所组成 。1970年2月，英国决定在酋长式 Mk.3坦克的基础上建造一个使用了乔巴姆装甲的实验坦克。FVRDE在13个月内建造了代号为FV4211的试验样车。除了拥有乔巴姆装甲外，FV4211 还是第一款拥有由焊接铝板制成的车体以减轻其重量的主战坦克。

### 俄罗斯的发展
1977 年夏天，苏联特工将乔巴姆装甲样品从西德走私到东德。1980 年代初期，NII Stali 与乌拉尔机车车辆厂共同为后期生产的T-72A开发了一种新炮塔，带有 отражающими листами（俄语为“反射板”）装甲嵌件。到 1982年9月，代号为 172.10.077SB 的铸造炮塔进入低速生产 ，因其类似胸部的突出形状被西方观察家称为“超级多莉帕顿”。每个反射板阵列由粘合在一起的厚装甲板、橡胶夹层和薄金属板三层组件组成。

### 法国的发展

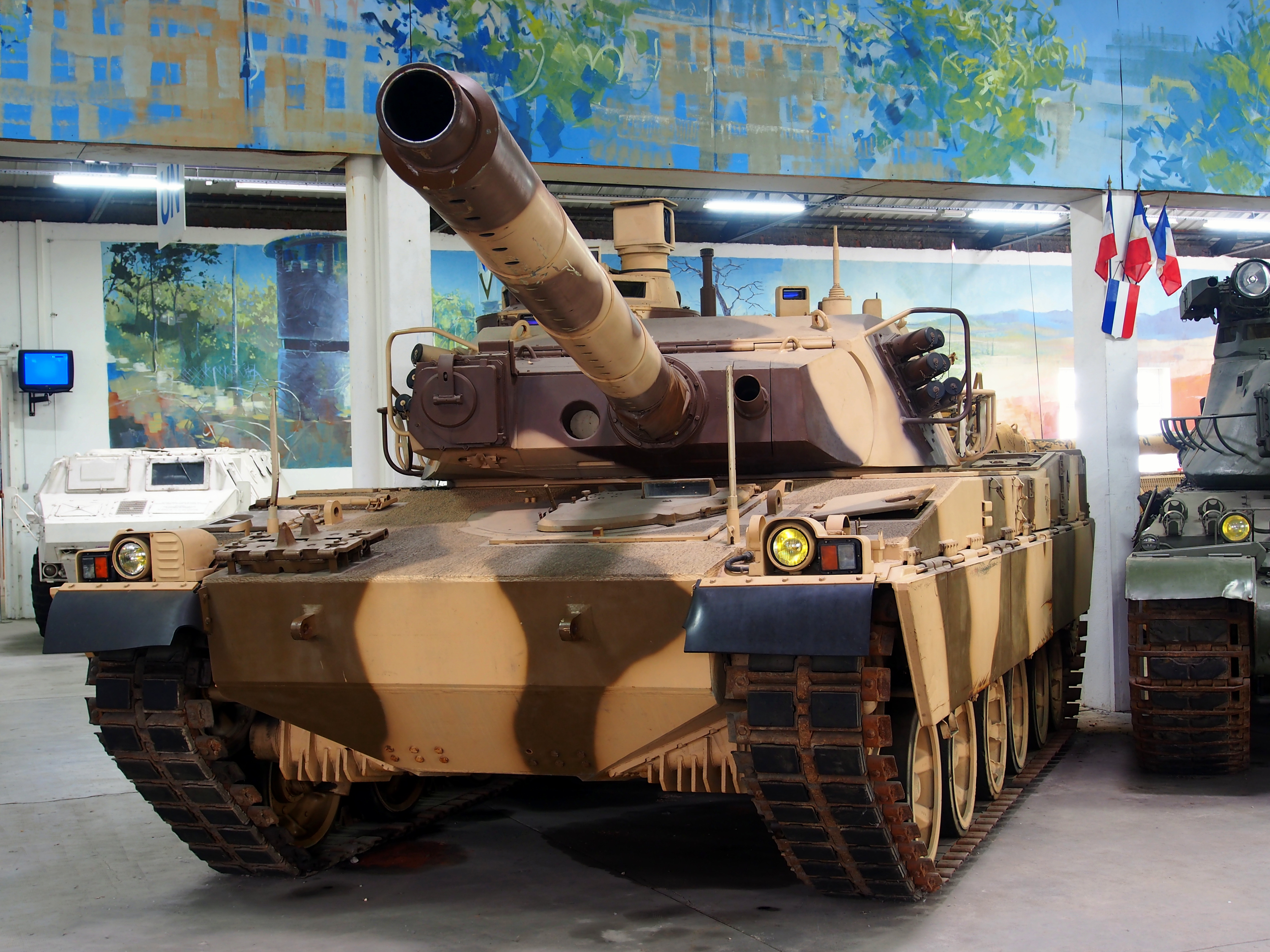
AMX-40 在其炮盾和车体前部装有 NERA 元件。

到 1979 年底，AMX-APX开始进一步研究其对即将推出的AMX-40主战坦克的复合装甲的研究。为了在国外市场保持竞争力，新装甲较之前为AMX-32开发的间隙装甲相比需有技术上的突破 。此外，法国陆军参谋部 (EMAT) 对 EPC 计划寄予厚望，该计划将导致勒克莱尔主战坦克的诞生。而防范现代反装甲武器的威胁是该计划的基石。 AMX-APX 的装甲研究部门当时由武器科学家Maurice Bourgeat 和他的助手 Daniel Vallée 管理，他们同时与法德圣路易斯研究所 (ISL) 和Arcueil中央武器技术研究所(ETCA)密切合作。根据与布尔日陆地武器技术中心 (CETAM) 的合同，他们开发了后来被命名为 PAC 或 Plaques Accélérées par Chocs（法语为“冲击加速板”）的第一个结构，其工作原理和布局可以与非爆炸反应装甲 (NERA) 相比。Bourgeat 和 Vallée 后来以可拆卸复合模块的形式将其集成到勒克莱尔坦克上。 他们的工作获得了1987 年的Chanson工程师奖 。

### 伊拉克的发展

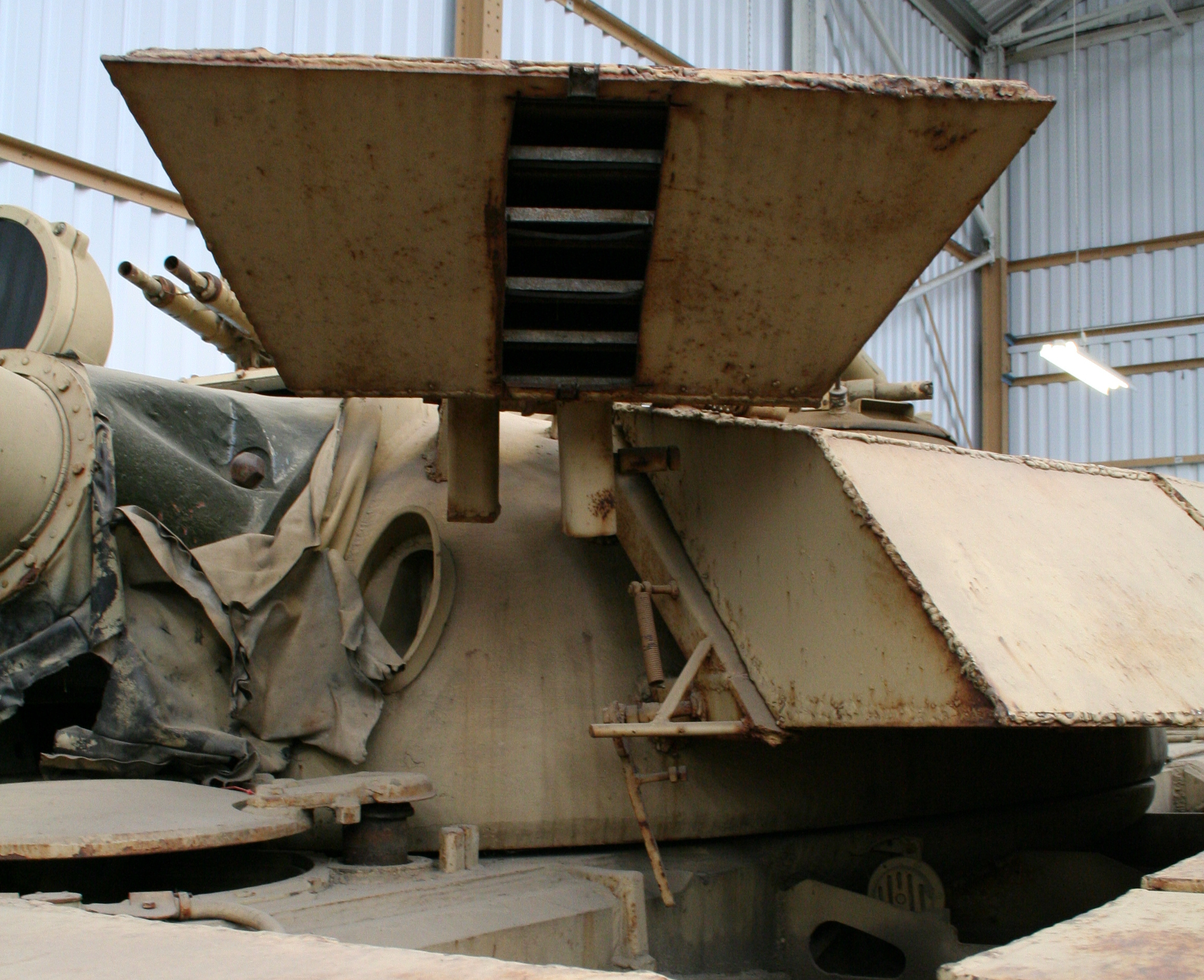
这辆伊拉克T-55 Enigma的附加装甲包含六个NERA三明治装甲盒。

1989 年，伊拉克军事生产管理局 (MPA) 在巴格达国际军事技术展览会（也称为巴格达军火展）上展示了T-55的复合附加装甲套件 。这种附加装甲在海湾战争之前安装在少数坦克上。由于当时其性质不为人知，这些坦克被北约情报部门称为Al Faw和Enigma。
在海夫吉战役中，这种装甲被证明能有效对抗MILAN反坦克导弹 。战后对被俘获的Al Faw坦克的附加装甲的评估表明，每个装甲盒都包含一个间隔排列的多层夹层，这些夹层由铝和钢板制成，中间有橡胶夹层。这种复合装甲依靠凸起效应保护机制，测试表明这种设计对聚能装药武器的有效性是钢的两倍，但对穿甲弹的有效性并不比钢高。